# Lophanthus
Lophanthus  é um gênero botânico da família Lamiaceae

## Espécies
Formado por 39 espécies:
Lophanthus adenocladus Lophanthus allotrius Lophanthus anisatus
Lophanthus archibaldii Lophanthus argyi Lophanthus chinensis
Lophanthus communis Lophanthus cusickii Lophanthus cypriani
Lophanthus depauperatus Lophanthus dschuparensis Lophanthus elegans
Lophanthus formosanus Lophanthus hedgei Lophanthus iranshahrii
Lophanthus krylovi Lophanthus laxiflorus Lophanthus lipskyanus
Lophanthus michauxii Lophanthus multifidus Lophanthus nepetoides
Lophanthus obtusifolius Lophanthus occidentalis Lophanthus ouroumitanensis
Lophanthus oxyodontus Lophanthus pinetorum Lophanthus rugosus
Lophanthus scabridifolius Lophanthus schrenkii Lophanthus schtschurowskianus
Lophanthus scrophulariaefolius Lophanthus scrophularicefolius Lophanthus sessilifolius
Lophanthus subnivalis Lophanthus tibeticus Lophanthus tomentosus
Lophanthus tschimganicus Lophanthus urticifolius Lophanthus varzobicus
Lophanthus virescens